# اوتارا (فیلم)
اوتارا (به انگلیسی: Uttara) فیلمی است محصول سال ۲۰۰۰ و به کارگردانی بودادب داسگوپتا است. در این فیلم بازیگرانی همچون جایا سیال، تاپاس پائول و شانکار چاکرابورتی ایفای نقش کرده‌اند.